# Kiriłł Panczenko
Kiriłł Wiktorowicz Panczenko (ros. Кирилл Викторович Панченко; ur. 16 października 1989 w Lipiecku) – rosyjski piłkarz grający na pozycji napastnika w klubie Arsienał Tuła.

## Kariera klubowa

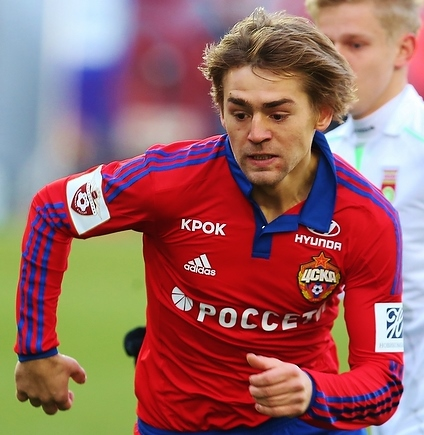
Panczenko w barwach CSKA

W młodości trenował w CSKA Moskwa i Lokomotiwie Moskwa. Jego pierwszym profesjonalnym klubem było Dinamo Stawropol, którego zawodnikiem był w sezonie 2008. Na początku 2009 roku został zawodnikiem FK Niżny Nowogród, a w połowie sezonu został wypożyczony do Stawropolje-2009. W lutym 2010 podpisał dwuletni kontrakt z Mordowiją Sarańsk. W czerwcu 2013 przeszedł do Tomu Tomsk. W lipcu 2014 podpisał pięcioletni kontrakt z CSKA Moskwa. W czerwcu 2016 został wypożyczony na sezon do Dinama Moskwa. W lutym 2017 ogłoszono, że Dinamo wykupi go z CSKA po zakończeniu wypożyczenia.

## Kariera reprezentacyjna
W reprezentacji Rosji zadebiutował 10 listopada 2016 w przegranym 1:2 meczu towarzyskim z Katarem.

## Życie prywatne
Jego ojciec Wiktor również był piłkarzem; w 1993 roku został królem strzelców ligi rosyjskiej. Żonaty z Tatjaną, z którą ma córkę Kristinę.

## Osiągnięcia
drużynowe
- Mistrzostwo Rosji (1): 2016 (z CSKA)